# Afronisia albovittata
Afronisia albovittata är en insektsart som först beskrevs av Ronald Gordon Fennah 1955.  Afronisia albovittata ingår i släktet Afronisia och familjen Meenoplidae. Inga underarter finns listade i Catalogue of Life.